# Gabunia ruficeps
Gabunia ruficeps är en stekelart som beskrevs av Cameron 1906. Gabunia ruficeps ingår i släktet Gabunia och familjen brokparasitsteklar. Utöver nominatformen finns också underarten G. r. nyassensis.